# Lanús
Pour l'arrondissement, voir Lanús (partido).
 (juillet 2013).
Si vous disposez d'ouvrages ou d'articles de référence ou si vous connaissez des sites web de qualité traitant du thème abordé ici, merci de compléter l'article en donnant les références utiles à sa vérifiabilité et en les liant à la section « Notes et références ».

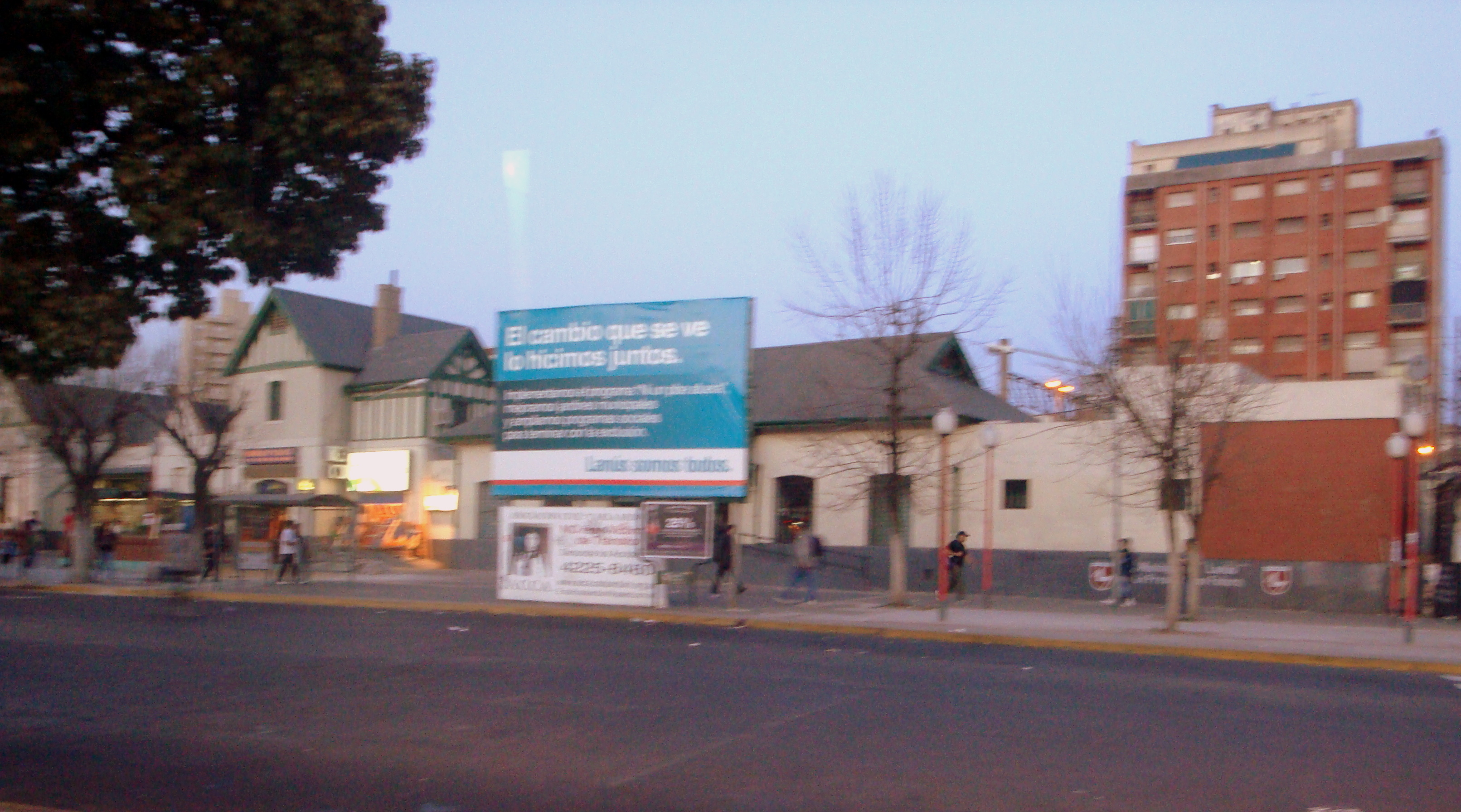
Gare ferroviaire de Lanús.

Lanús est la capitale de l'arrondissement de Lanús, dans la province de Buenos Aires, en Argentine. La ville se trouve juste au sud de Buenos Aires, la capitale du pays; elle est composée de deux secteurs : Lanús Este et Lanús Oeste. Elle possède un club de foot, le Club Atlético Lanús, évoluant en Primera Division.
Lors du recensement de 2001, la ville comptait une population de 212 152 habitants .

## Histoire

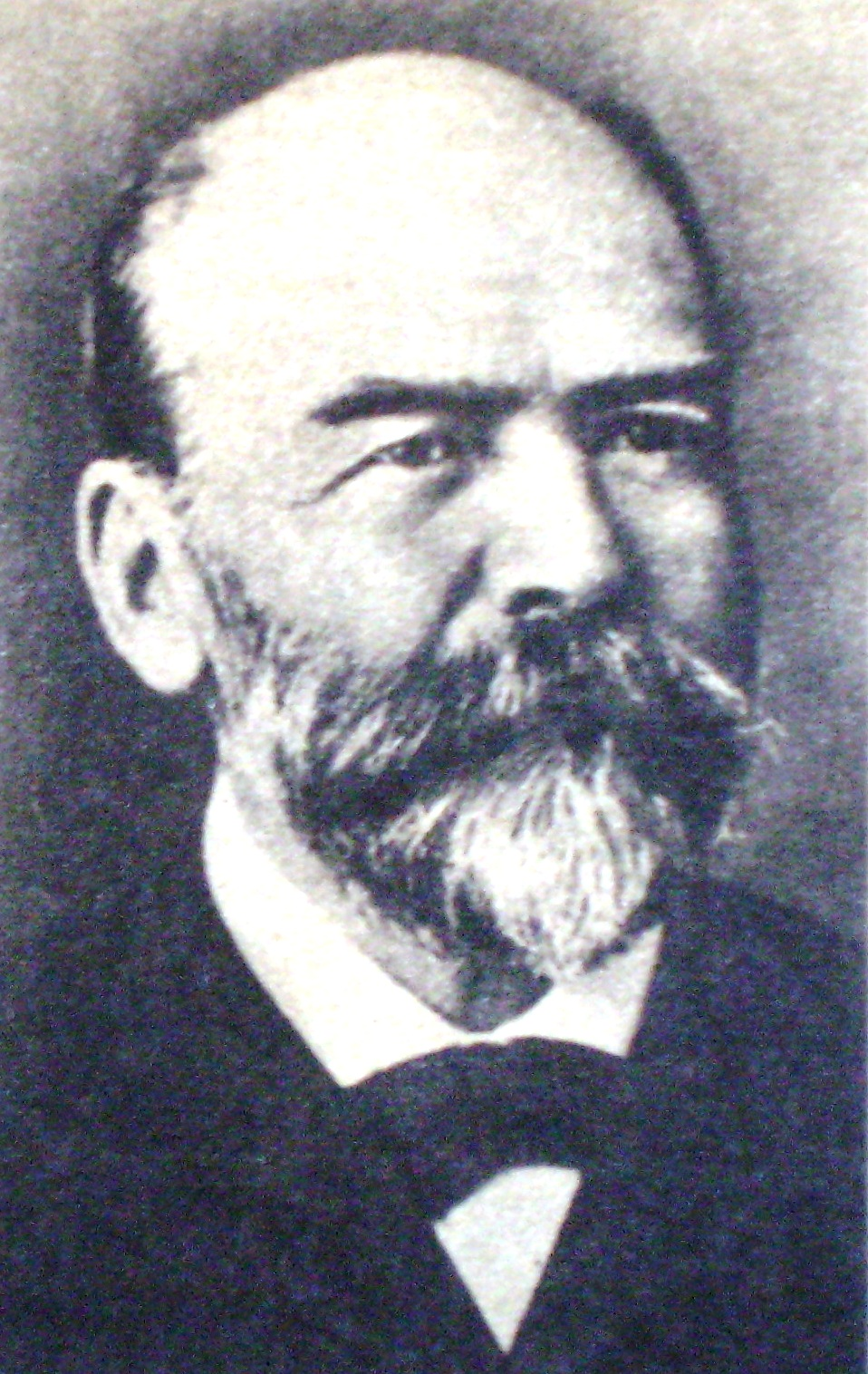
Anacarsis Lanús.

La ville tient son nom d'un commerçant argentin d'origine française, Anacarsis Lanús (1820-1888), fils d'un immigrant français, Jean Lanusse Casenave, né en 1786 à Préchacq-Navarrenx (Pyrénées-Atlantiques).

## Personnalités liées à ce lieu
- Vicente Bokalic Iglic (1952-), cardinal argentin, archevêque de archidiocèse de Santiago del Estero
- Diego Maradona (1960-2020), joueur de football, est originaire de Lanús.
- Héctor Enrique (1962-), milieu argentin champion du monde 1986 avec Maradona.
- Marcela Morelo (1969-), chanteuse
- Miguel Ángel Russo (1956-), footballeur
- Adrián Ricchiuti (1978-), footballeur
- Diego Valeri (1986-), footballeur
- Walter Montillo (1984-), footballeur